# 傅自得
傅自得（?—1183年），字安道。宋朝政治人物。傅察之子，母亲是宰相赵挺之之女，是赵明诚之妹。傅察死于金國，傅自得从母徙居晋江。傅自得與傅自强、傅自修三兄弟为同榜进士。李邴将女兒嫁给他。傅自得南渡居泉州。以荫为福建路提点刑狱司干办公事。主管台州崇道观，通判漳州，知兴化军，以忤秦桧罢官。淳熙十年（1183年）八月，去世，墓在南安县云谷双象峰下。有《至乐斋文集》。